# آن-آیمون ژیسکار دستن
آن-آیمون ژیسکار دستن (به فرانسوی: Anne-Aymone Giscard d'Estaing) (زاده ۱۰ آوریل ۱۹۳۳)، بیوه والری ژیسکار دستن رئیس‌جمهور سابق فرانسه است.